# Phymaspermum
Phymaspermum là một chi thực vật có hoa trong họ Cúc (Asteraceae).

## Loài
Chi Phymaspermum gồm các loài: